# اس‌ام یوبی-۱۴۳
اس‌ام یوبی-۱۴۳ (به انگلیسی: SM UB-143) یک زیردریایی بود که طول آن ۵۵٫۸۵ متر (۱۸۳٫۲ فوت) بود. این زیردریایی در سال ۱۹۱۸ ساخته شد.